# Kings Peak
Kings Peak är en bergstopp i Kanada.   Den ligger på Vancouver Island i provinsen British Columbia, i den sydvästra delen av landet, 3 700 km väster om huvudstaden Ottawa. Toppen på Kings Peak är 2 065 meter över havet, eller 386 meter över den omgivande terrängen. Bredden vid basen är 2,7 km.
Terrängen runt Kings Peak är huvudsakligen bergig.Trakten runt Kings Peak är nära nog obefolkad, med mindre än två invånare per kvadratkilometer.. Det finns inga samhällen i närheten.
I omgivningarna runt Kings Peak växer i huvudsak barrskog.